# محمدعلی تهرانی
 محمدعلی  تهرانی کاتوزیان (۱۲۵۴ - ۱۳۱۵) ادیب، فرهنگ‌نویس، مورخ و سیاست‌مدار ایرانی بود.

## زندگی‌نامه
پدرش شیخ حسن نام داشت و خودش نیز از نوجوانی به فراگیری زبان و ادبیات فارسی و عربی، منطق، ریاضی و نجوم پرداخت. بعدها به یادگیری فقه، فلسفه، کلام و عرفان کوشید. او همچنین نسبت به یادگیری تاریخ، جغرافیا و فیزیک نیز علاقه نشان می‌داد و پژوهش می‌کرد. در سال ۱۳۲۲ هجری قمری انجمنی علمی به راه انداخت که یکی از مهم‌ترین ثمراتش انتشار کتابی با عنوان «لغت انجمن علمی» بود.
شیخ محمد‌علی تهرانی در دوره‌ نخست مجلس شورای ملی از تهران و در دوره پنجم از تبریز به نمایندگی انتخاب شد.

## آثار
- فرهنگ کاتوزیان (مشتمل بر ۳۵ هزار واژه فارسی قدیم و جدید و عربی و ترکی و اروپایی معمول در زبان فارسی)
- انوارالمشعشعین فی بیان شرافةالقلم و المقممین
- تاریخ قم
- تاریخ انبیاء اوالعزم
- فقه در عبادات و سیاسات
- تاریخ مختصر انبیا
- تاریخ انقلاب مشروطیت ایران (مشاهدات و تحلیل اجتماعی و سیاسی از تاریخ انقلاب مشروطیت ایران)